# تاكوما نيشيمورا
تاكوما نيشيمورا (باليابانية: 西村 拓真) (مواليد 22 أكتوبر 1996)، هو لاعب كرة قدم ياباني سابق كان يلعب كمهاجم.

## وصلات خارجية
- تاكوما نيشيمورا على موقع رابطة كرة القدم اليابانية للمحترفين (اليابانية)
- تاكوما نيشيمورا على موقع إي إس بي إن إف سي (الإنجليزية)
- تاكوما نيشيمورا على موقع قاعدة بيانات كرة القدم.إي يو (الإنجليزية)
- تاكوما نيشيمورا على موقع ناشيونال فوتبول تيمز (الإنجليزية)
- تاكوما نيشيمورا على موقع Soccerbase.com (لاعب) (الإنجليزية)
- تاكوما نيشيمورا على موقع Soccerway.com (الإنجليزية)
- تاكوما نيشيمورا على موقع عالم كرة القدم.نت (الإنجليزية)